# Peter Tomka
Peter Tomka, né le 1er juin 1956 à Banská Bystrica, est un magistrat slovaque, président de la Cour internationale de justice du 6 février 2012 au 6 février 2015.

## Carrière
Peter Tomka consacre sa carrière à la justice et au droit international, notamment comme directeur du département du Droit international du ministère des Affaires étrangères slovaque, en tant qu’ambassadeur, représentant permanent de la Slovaquie auprès de l’Organisation des Nations unies (ONU) à New York, et comme membre de la Commission du droit international de l’ONU. 
Juge à la Cour internationale de justice depuis 2003, il en est le vice-président de 2009 à 2012, date à laquelle il en devient président pour trois ans. Ronny Abraham le remplace à la présidence en février 2015.